# Elezioni regionali in Molise del 1980
Le elezioni regionali in Molise del 1980 si tennero l'8 e 9 giugno.

## Risultati elettorali
| Liste                                                  | Voti    | %     | Seggi |
| ------------------------------------------------------ | ------- | ----- | ----- |
| Democrazia Cristiana (DC)                              | 112.985 | 55,43 | 17    |
| Partito Comunista Italiano (PCI)                       | 32.049  | 15,72 | 5     |
| Partito Socialista Italiano (PSI)                      | 19.101  | 9,37  | 3     |
| Partito Socialista Democratico Italiano (PSDI)         | 9.791   | 4,80  | 2     |
| Partito Liberale Italiano (PLI)                        | 8.351   | 4,10  | 1     |
| Movimento Sociale Italiano - Destra Nazionale (MSI-DN) | 8.261   | 4,05  | 1     |
| Partito Repubblicano Italiano (PRI)                    | 7.588   | 3,72  | 1     |
| Nuova Sinistra Molisana                                | 2.597   | 1,27  | -     |
| Partito di Unità Proletaria per il Comunismo (PdUP)    | 1.556   | 0,76  | -     |
| Artigiani Commercianti Molisani (ACM)                  | 1.553   | 0,76  | -     |
| Totale                                                 | 203.832 |       | 30    |

| Riepilogo dei seggi | Riepilogo dei seggi | Riepilogo dei seggi | Riepilogo dei seggi | Riepilogo dei seggi | Riepilogo dei seggi | Riepilogo dei seggi |
| ------------------- | ------------------- | ------------------- | ------------------- | ------------------- | ------------------- | ------------------- |
|                     |                     |                     |                     |                     |                     |                     |
| PCI                 | 5                   | ▼ 1                 |                     | PSI                 | 3                   | ━                   |
| PSDI                | 2                   | ━                   |                     | PRI                 | 1                   | ━                   |
| DC                  | 17                  | ▲ 1                 |                     | PLI                 | 1                   | ━                   |
| MSI-DN              | 1                   | ━                   |                     |                     |                     |                     |